# Diaethria candrena
Diaethria candrena là một loài bướm ngày thuộc họ Nymphalidae. Nó được tìm thấy ở Argentina và Brasil.
Sải cánh dài 40–46 mm. 
Ấu trùng ăn Celtis species.

## Phụ loài
Listed alphabetically.
- Diaethria candrena candrena (Argentina, Brazil (Rio Grande do Sul))
- Diaethria candrena longfieldae (Talbot, 1928) (Brazil (Mato Grosso))